# Ian Tracey (acteur)
Pour les articles homonymes, voir Ian Tracey.
Ian Tracey est un acteur et réalisateur canadien né le 26 juin 1964 à l'Île de Vancouver en Colombie-Britannique au Canada.
Il a joué dans environ 70 films et séries télévisées, tels que Coroner Da Vinci et Intelligence, diffusés par la Société Radio-Canada et réalisés par Chris Haddock. Tracey est également connu pour son rôle principal dans Huckleberry Finn and His Friends (en) (1979).
Il est le père de l'acteur canadien Keenan Tracey (de) (né le 22 juillet 1991).

## Biographie
Ian Tracey naît le 26 juin 1964 sur l'île de Vancouver, en Colombie-Britannique, au Canada. 
Il a grandi à Port Coquitlam. 
Il commence sa carrière d'acteur à l'âge de 11 ans, quand il apparaît dans le film The Keeper (en)en 1976.

## Filmographie
| Année | Titre                     | Rôle                     | Notes         |
| ----- | ------------------------- | ------------------------ | ------------- |
| 1976  | The Keeper (en)           | L'enfant                 |               |
| 1978  | Les Femmes de 30 ans      | Andras Vajda Jr          |               |
| 1985  | Natty Gann                |                          |               |
| 1986  | Fire with Fire            | Panther                  |               |
| 1987  | Stakeout                  | Caylor Reese             |               |
| 1994  | Trust in Me               | Eddie Kelly              |               |
| 1994  | Timecop                   | Soldat                   |               |
| 1995  | The War Between Us        | Jig Parnum               |               |
| 1995  | L'Homme au pistolet       | Roy Burchill             |               |
| 1996  | Une folle équipée         | Neil                     |               |
| 1997  | Sauvez Willy 3            | Kron                     |               |
| 1998  | Terre de Rupert           | Dale McKay               |               |
| 1999  | Touched                   | Eric                     |               |
| 2000  | Dangerous Attraction (en) | détective Ryan Bell      |               |
| 2001  | Prozac Nation             | éditeur de Rolling Stone |               |
| 2002  | Insomnia                  | Warfield                 | Voix          |
| 2003  | Do Not Disturb            | L'homme                  | court-métrage |
| 2003  | Cellmates                 | Sid                      |               |
| 2003  | Owning Mahowny            | détective Ben Lock       |               |
| 2003  | Open Range                | Tom                      |               |
| 2003  | Emile (en)                | Tom                      |               |
| 2004  | Ice Men (en)              | Trevor                   |               |
| 2005  | Elektra                   |                          |               |
| 2013  | Man of Steel              | Ludlow                   |               |
| 2016  | Dead Rising: Endgame      | George Hancock           |               |
| 2019  | Froide Vengeance          | Tank                     |               |

| Année   | Titre                                      | Rôle                                | Notes                          |
| ------- | ------------------------------------------ | ----------------------------------- | ------------------------------ |
| 1976    | Dream Speaker                              | Peter                               | téléfilm                       |
| 1979    | Huckleberry Finn and His Friends (en)      | Huckleberry Finn                    |                                |
| 1988    | 21 Jump Street                             |                                     |                                |
| 1991    | Conspiracy of Silence                      | Dwayne Johnston                     |                                |
| 1991    | L'As de la crime                           | Officier Jon Hibbs                  |                                |
| 1991    | Sweating Bullets                           | Spider Garvin                       | (saison 3), 44 épisodes        |
| 1991    | Attachez vos ceintures (en) (Fly by Night) | Berry le rat                        |                                |
| 1995    | X-Files : Aux frontières du réel           | Leonard 'Rappo' Trimble             | épisode: Corps astral          |
| 1997    | Piège en plein ciel                        | Peter Cooke                         | téléfilm                       |
| 1998    | Coroner Da Vinci                           | Détective Mick Leary                | 13 épisode                     |
| 1999    | Milgaard (en)                              | David Milgaard                      | téléfilm                       |
| 2001    | Dark Angel                                 | B.C.                                | Saison 1, épisode 14 (Haven)   |
| 2002    | Taken                                      | Bill Walker                         |                                |
| 2002    | Stargate SG-1                              | Smith                               | saison 6 épisode 611 Prométhée |
| 2005    | Da Vinci's City Hall (en)                  | Coroner Mick Leary                  |                                |
| 2006    | Les 4400                                   | Daniel Armand                       |                                |
| 2006    | Intelligence                               | Jimmy Reardon                       | 26 épisodes                    |
| 2006    | Smallville                                 | Lincoln Cole (VF : Emmanuel Karsen) | Saison 5, épisode 19           |
| 2009–12 | Heartland                                  | Wade                                | 5 épisodes                     |
| 2010–12 | Sanctuary                                  | Adam Worth                          | 8 épisodes                     |
| 2011    | Hell on Wheels : L'Enfer de l'Ouest        | Bolan                               |                                |
| 2012    | Supernatural                               | Lee                                 |                                |
| 2012    | The Listener                               | Pinto                               |                                |
| 2013    | La Menace du volcan(Ring of Fire)          | Hector Janen                        |                                |
| 2012–15 | Continuum                                  | Jason                               | rôle récurrent, 13 épisodes    |
| 2013    | Rogue                                      | Lucas                               |                                |
| 2013–14 | Bates Motel                                | Remo Wallace                        | 11 épisodes                    |
| 2014    | Strange Empire (en)                        | Roy Arnold                          | épisode : "The Whiskey Trader" |
| 2015    | Backstrom                                  | Julien Gaynor                       | épisode : "I Like To Watch"    |
| 2015    | Killjoys                                   | Lucas Kotler                        | épisode : "One Blood"          |
| 2015    | Les 100                                    | Vincent                             | 3 épisodes                     |
| 2015    | Wayward Pines                              | Franklin Dobbs                      | 3 épisodes                     |
| 2016-18 | Les Voyageurs du temps                     | Ray                                 | 7 épisodes                     |
| 2019    | Virgin River                               | Jimmy                               |                                |